# Canapé Boca
Pour les articles homonymes, voir Sofa, Mae West et Boca.
Le Sofa Mae West ou Mae West Lips Sofa (Lips, lèvres, en anglais) ou Canapé Bocca (Boca, bouche, en catalan) est un célèbre canapé œuvre d'art plastique dada-surréaliste de 1936, en forme de lèvres de la star de cinéma sex-symbol américaine Mae West (1893-1980), de l'artiste espagnol Salvador Dalí (1904-1989). Cette œuvre emblématique de l'artiste est depuis rééditée et déclinée en de nombreuses versions, et reproductions.

## Histoire
Le richissime poète mécène d'art surréaliste britannique Edward James (1907-1984) commande cette œuvre d'art dada-surréaliste en 1936, pour sa collection privée, à Salvador Dalí, inspirée des lèvres glamour rouges fantasmatiques de l’actrice américaine hollywoodienne Mae West (célèbre star de cinéma sex-symbol d'entre-deux-guerres de l'époque).

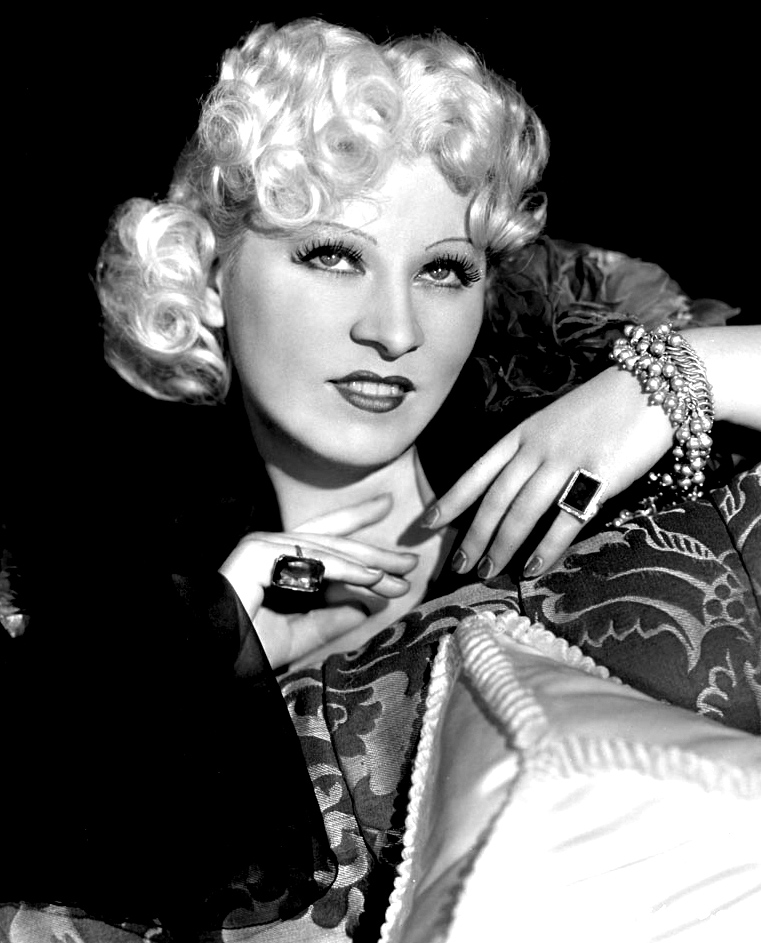
Mae West en 1936
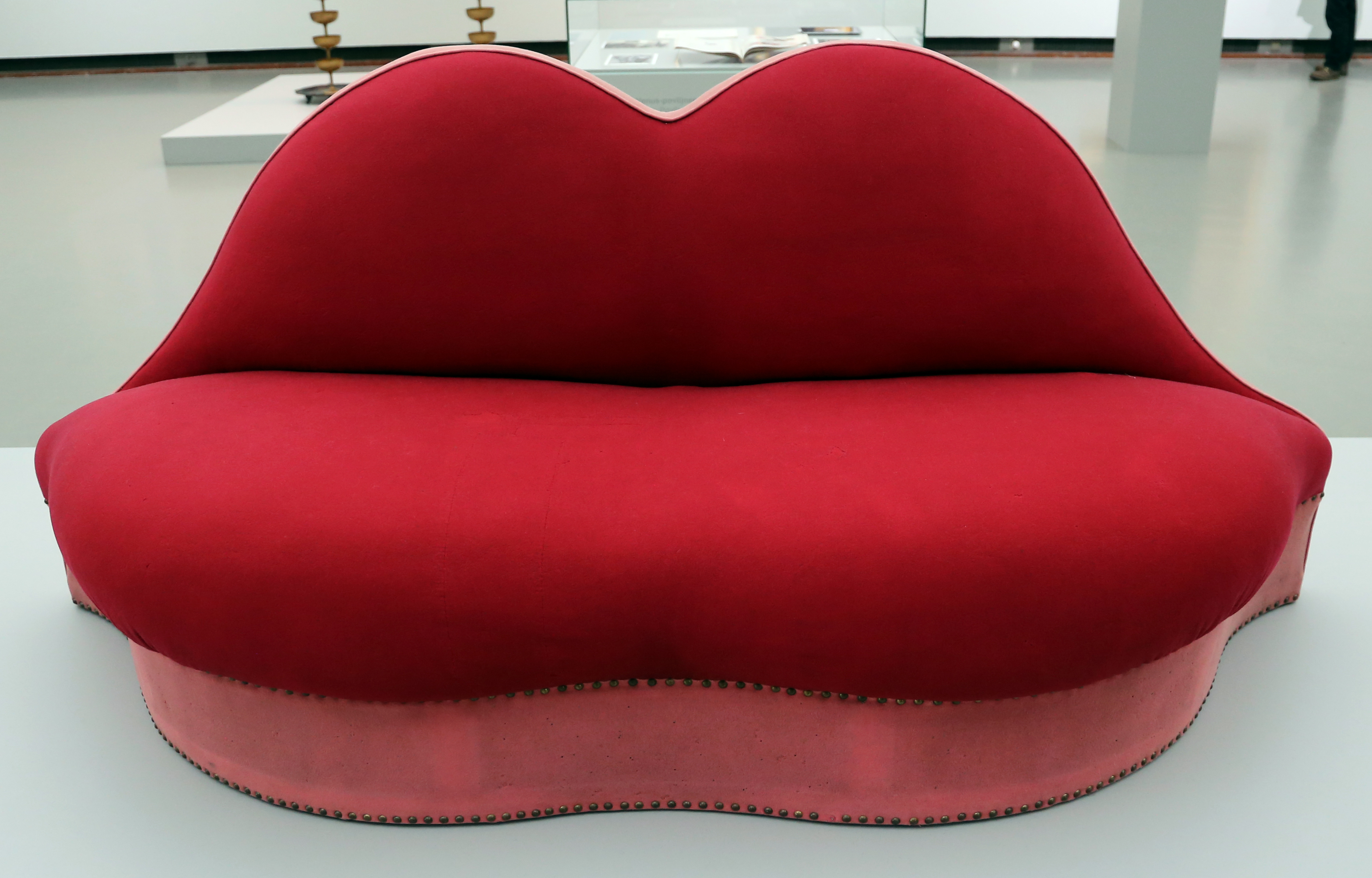
Célèbre variante du musée Boijmans Van Beuningen de Rotterdam aux Pays-Bas
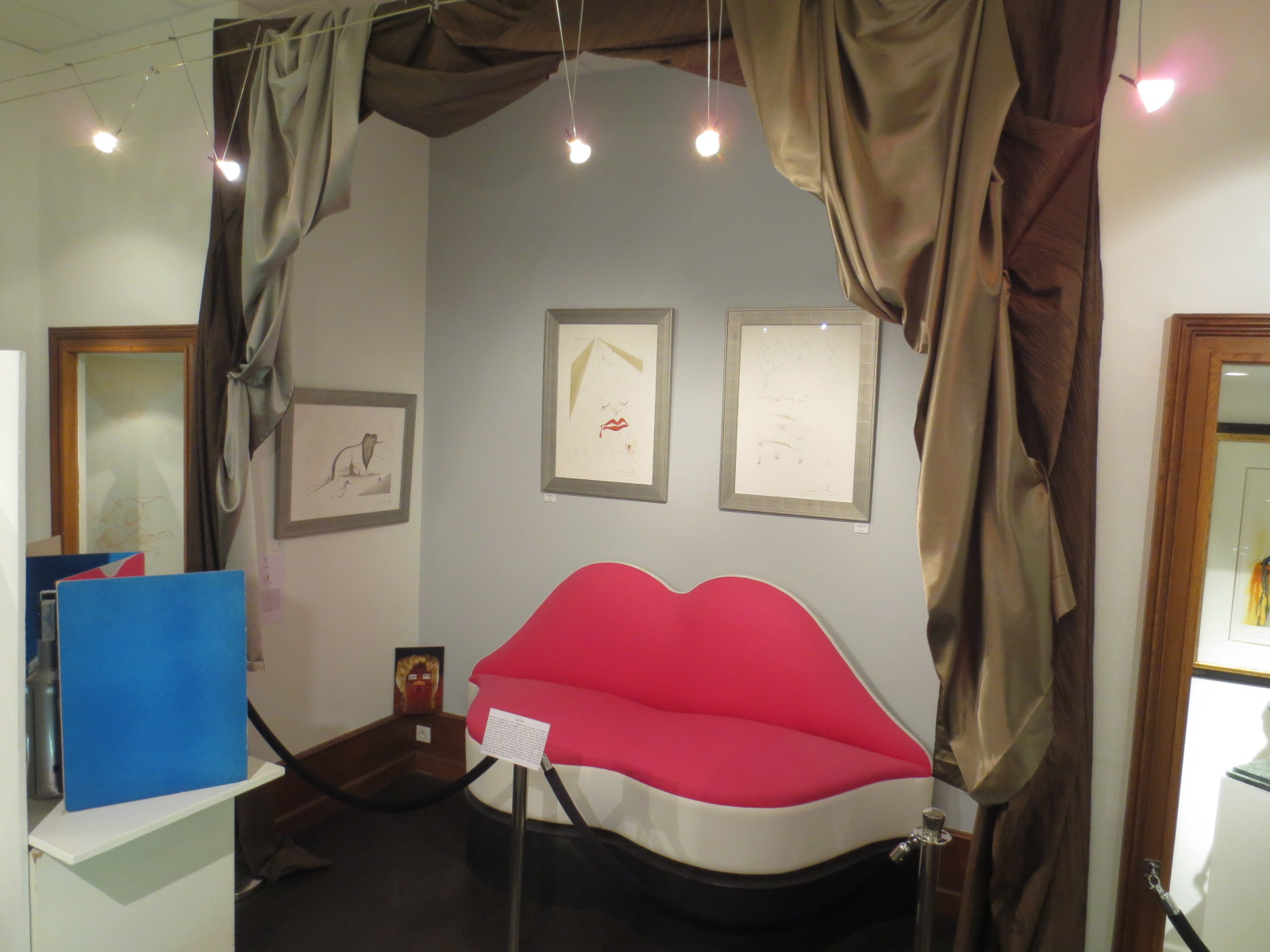
Reproduction de l'ancien musée Dali de Beaune
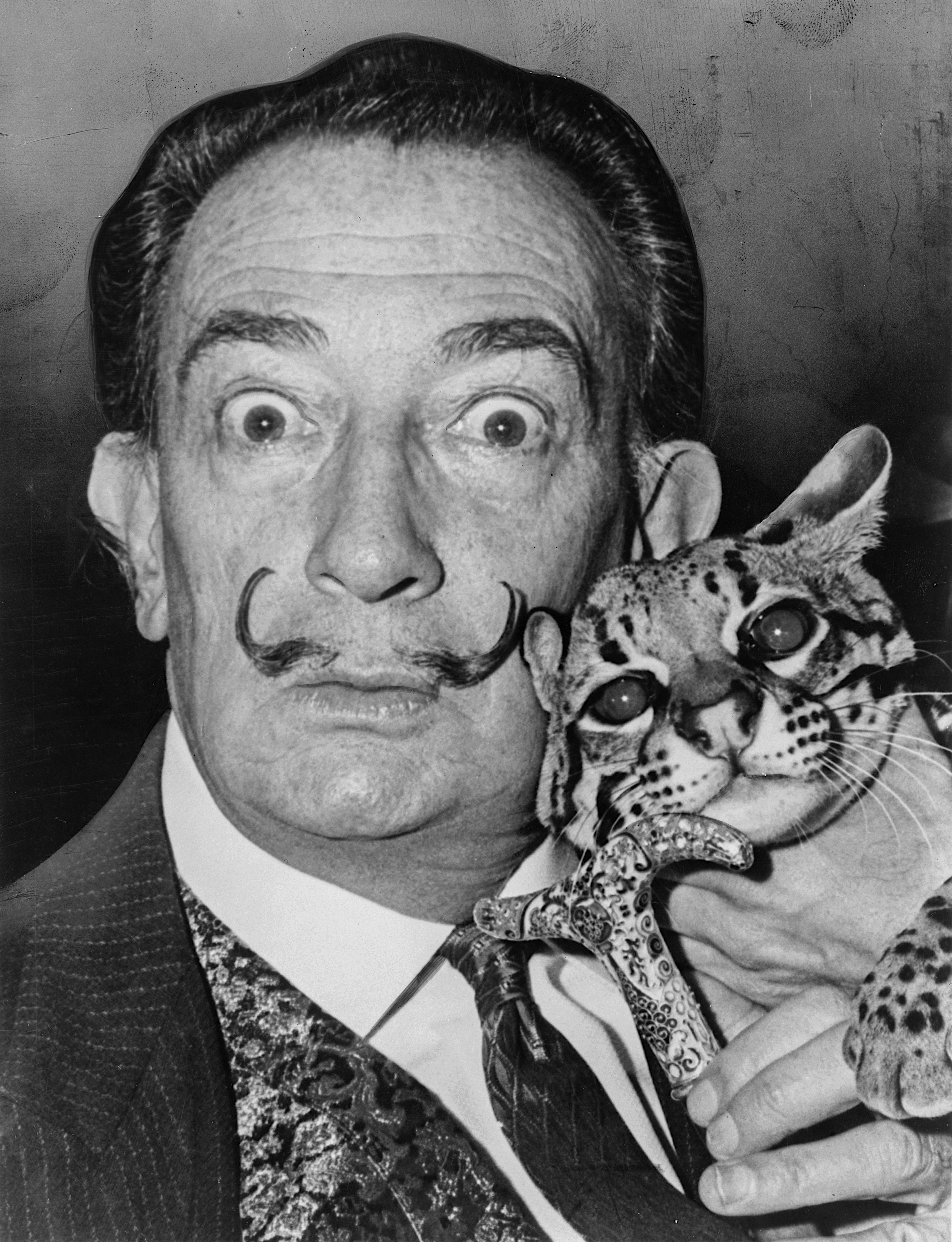
Salvador Dalí en 1965

Dali a créé en 1934-35 son tableau Le Visage de Mae West pouvant être utilisé comme appartement surréaliste, en gouache et collage sur papier journal (exposé à ce jour au Art Institute of Chicago). Il s'en inspire pour concrétiser avec son sofa Bocca original un célèbre tableau dada-surréaliste théâtral géant en trois dimensions de la taille d'un appartement du visage de Mae West « portrait de Mae West utilisable comme appartement » avec des rideaux couleur or pour la coiffure, une cheminée à deux âtres pour le nez, et deux tableaux aux murs pour les yeux, le tout observable depuis une lentille optique (une des œuvres les plus célèbres de la salle Mae West de son Théâtre-musée Dalí de la Fondation Gala-Salvador Dalí de Figueras en Espagne),. 
Décliné et vendu par l'artiste en de nombreuses versions, ce célèbre canapé est depuis réédité, décliné, revisité, reproduit, et vendu sous divers noms par de nombreux fabricants de meuble et designers, (Studio 65, Gufram...). De nombreuses variantes et reproductions sont exposées depuis entre autres au musée Boijmans Van Beuningen de Rotterdam aux Pays-Bas, au Victoria and Albert Museum de Londres, au musée et galerie d'art de Brighton, à la Fondation d'entreprise Louis-Vuitton de Paris, ancien musée Dali de Beaune...